# Nie ma powrotu Johnny
Nie ma powrotu Johnny – polski dramat wojenny z 1969 roku w reżyserii Kaweha Pur Rahnamy.

## Fabuła
Wojna w Wietnamie. Patrol rzeczny amerykańskich żołnierzy bierze do niewoli Wietnamczyka podejrzanego o przynależność do Vietcongu. Po drodze ich łódź wpływa na minę. W rezultacie eksplozji giną wszyscy amerykańscy żołnierze za wyjątkiem Johna Scotta i przykutego do niego jeńca. John za pomocą krótkofalówki wzywa na pomoc swoich kolegów. Ci bez powodzenia podążają jego śladem. Ostatecznie wygrywa silniejszy psychicznie – John staje się jeńcem Wietnamczyka.

## Obsada
- Jack Recknitz – John William Scott
- Nguyen Van Quynh – Hue (jeniec)
- Nguyen Thi Lap – epizod
- Vuong Van Cat – epizod
- Józef Morgała – żołnierz amerykański
- Włodzimierz Bednarski – żołnierz amerykański
- Jerzy Kaczmarek – żołnierz amerykański
- Jan Kasprzykowski – żołnierz amerykański

i inni. 

## Produkcja
Nie ma powrotu Johnny był w pełni autorskim filmem (scenariusz i reżyseria) Kaveh Pur Rahnama – zamieszkałego w Polsce i tworzącego po polsku pisarza i twórcy filmowego pochodzenia irańskiego. 
Obraz Pur Rahnama jest filmem w historii polskiej kinematografii bardzo oryginalnym. Złożyły się na to ukazana tematyka (egzotyczna wojna), a zwłaszcza scenografia, która od pierwszych zdjęć zwróciła uwagę i wzbudziła uznanie polskich krytyków. Niekonwencjonalny sposób robienia zdjęć Jan Olszewski na łamach tygodnika Film porównywał do dzieł Hitchcoka i Murnaua.
Sam reżyser twierdził, że jego głównym celem było szczegółowe ukazanie w filmie konfliktu dwóch postaw: „Tak więc cała wielka wojna kilkuset tysięcy ludzi zostaje tu sprowadzona do konfliktu dwu reprezentantów wrogich armii. Ten konflikt ma jednak pewien głębszy sens moralny. Wietnamczyk wie, o co walczy: ma nie tylko program »na nie« (wypędzenie Amerykanów), ale także »na tak« (stworzenie własnego niepodległego państwa, odbudowa zniszczeń). Amerykanin wyposażony jest w najnowsze zdobycze techniki wojennej, ale jego walka pozbawiona jest moralnego uzasadnienia”. Obraz miał swoją premierę kinową wiosną 1970 roku. Spotkał się z życzliwym przyjęciem krytyków.

## Plenery
Karnocice nad Zalewem Szczecińskim, plaże w Międzyzdrojach (gdzie pojawienie się „amerykańskiego żołnierza” i „wietnamskiego żołnierza” wywołało niemałą sensację). 

## Galeria

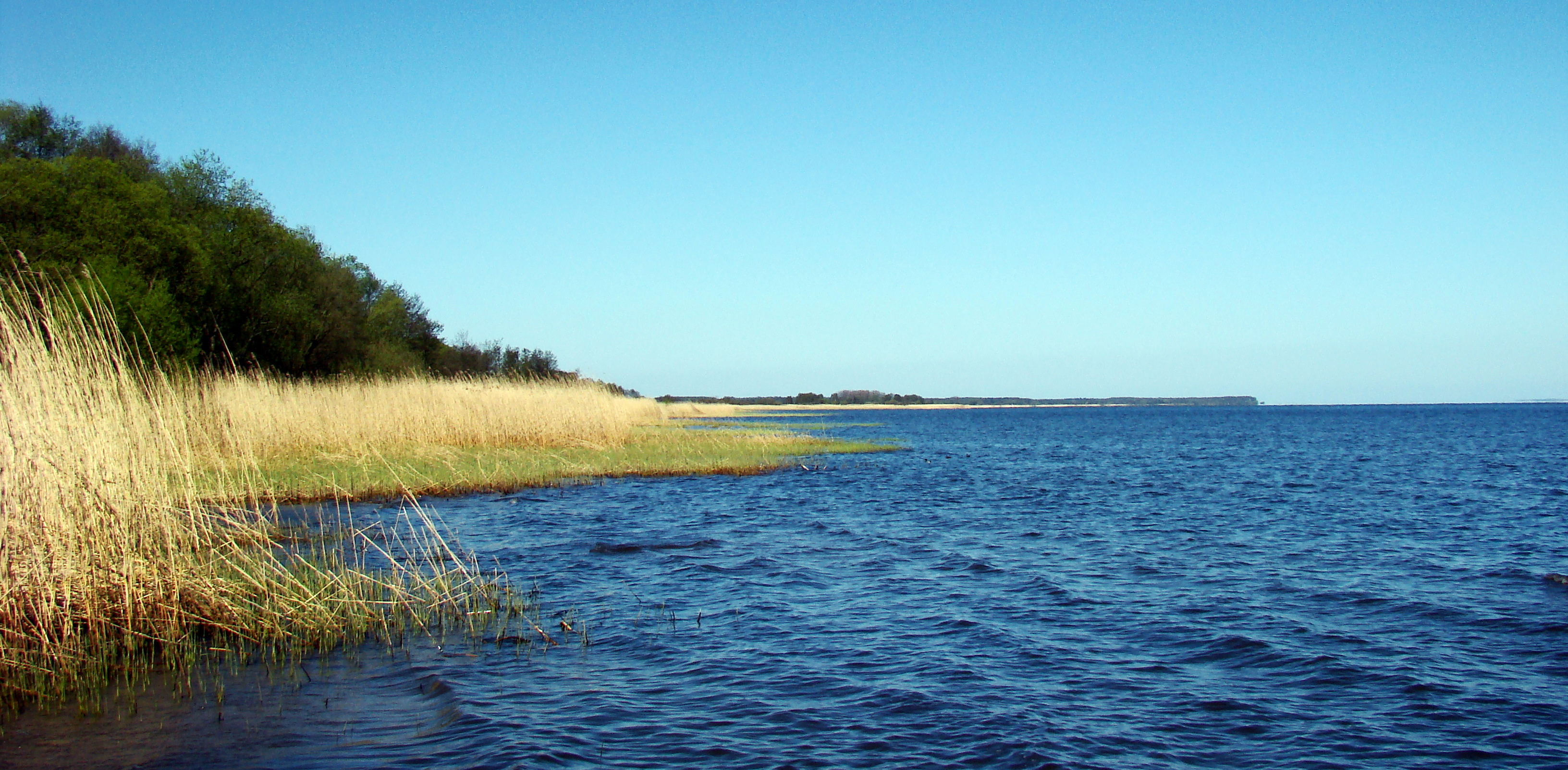
Zalew Szczeciński – główny plener filmu
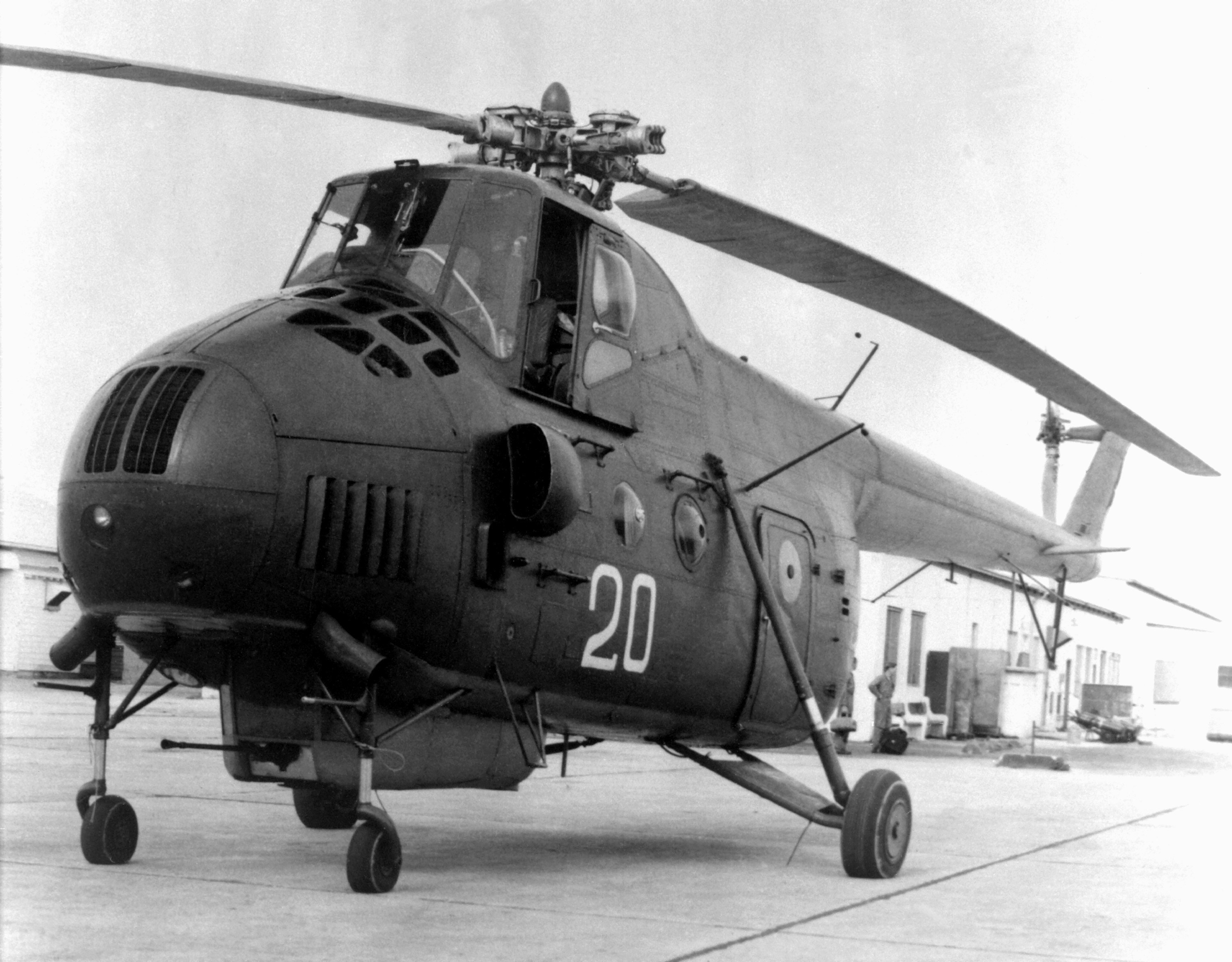
Radziecki Mi-4 imitujący w filmie amerykański Sikorsky H-19